# Charles Henri Hochstrasser
Charles Henri Hochstrasser (* 1906 in Trapezunt; † 18. Februar 1973 in Lugano) war ein Schweizer Manager. Er war u. a. Präsident des Migros-Genossenschafts-Bundes.

## Biografie
Hochstrasser machte sein Handelsdiplom in Zürich und Neuenburg und arbeitete anschliessend von 1926 bis 1930 als Prokurist und Geschäftsleiter in der väterlichen Firma J. J. Hochstrasser und Co. AG. Ab 1931 war er Mitarbeiter der Genossenschaft Migros Basel und von 1932 bis 1934 deren Direktor. Von 1931 bis 1933 wirkte er mit bei der Gründung und dem Ausbau der Migros-Verteilungs-GmbH in Berlin. 1933 war er Mitgründer und bis 1969 erster Direktor der Genossenschaft Migros Tessin. 1938 gründete er die Wochenzeitschrift Azione, das italienischsprachige Verbindungsorgan zwischen der Migros und ihren Genossenschaftern. Von 1941 bis 1945 war er Mitglied der Verwaltung der Genossenschaft Migros Zürich. Von 1953 bis 1971 gehörte er der Verwaltung des Hotelplans Schweiz an. Als 1957 die Neuorganisation des Migros-Genossenschafts-Bundes in Kraft trat, wurde er in dessen Verwaltung berufen und war von 1959 bis zu seinem Tod dessen Präsident.